# Blue Lock
Blue Lock (ブルーロック?, Burū Rokku) è un manga shōnen scritto da Muneyuki Kaneshiro e disegnato da Yusuke Nomura. L'opera viene serializzata sul Weekly Shōnen Magazine di Kōdansha dal 1º agosto 2018. L'edizione italiana del manga è stata annunciata da Panini Comics il 30 aprile 2021. Il 12 agosto 2021 è stato annunciato un adattamento anime, prodotto dallo studio 8-Bit. È stato trasmesso dall'8 ottobre 2022 al 25 marzo 2023. Una seconda stagione è andata in onda dal 5 ottobre al 28 dicembre 2024.

## Trama

### Introduzione del Blue Lock e First Selection
Yoichi Isagi è un giovane calciatore della prefettura di Saitama. La squadra di calcio del suo liceo fallisce la qualificazione per i campionati nazionali perdendo contro la squadra di Ryousuke Kira, giovane talento candidato alla nazionale giovanile. Isagi e Kira vengono invitati a unirsi al Blue Lock, un'accademia diretta da Jinpachi Ego che ha lo scopo di creare l'attaccante più forte del mondo che porterà il Giappone alla vittoria della Coppa del Mondo; in reazione alla sconfitta del Giappone contro il Belgio al Mondiale in Russia, Ego ha invitato trecento tra gli attaccanti più forti dei campionati liceali per sottoporli a una serie di allenamenti speciali.
Isagi e Kira vengono inseriti nella Squadra Z insieme ad altri calciatori come Meguru Bachira, Hyoma Chigiri, Gin Gagamaru, Rensuke Kunigami, Wataru Kuon, Gurimu Igarashi, Jingo Raichi, Okuhito Iemon e Asahi Naruhaya. La prima prova consiste nell'eliminare un calciatore dalla propria squadra: i partecipanti si sfidano in uno spazio chiuso con un pallone, e l'ultimo che viene colpito dalla palla allo scadere del tempo viene eliminato, Isagi calcia la palla colpendo Kira che infatti viene subito eliminato dal Blue Lock. Le squadre vengono divise in cinque blocchi a seconda del livello di bravura dei calciatori dove dovranno affrontarsi in un round robin, e alla prova successiva accederanno solo i giocatori delle squadre che otterranno le prime due posizione nei propri blocchi, mentre nel caso delle altre verrà promosso solo il calciatore che otterrà un maggior numero di reti.
La Squadra Z viene inserita nel quinto blocco dove sono stati selezionati i giocatori meno talentuosi convocati al Blue Lock insieme alla Squadra V, la Squadra W, la Squadra X e la Squadra Y. Nella prima partita Isagi affronta la Squadra X perdendo a causa del fatto che gli avversari avevano un gioco più organizzato arrivando a segnare cinque reti, di cui più della metà del fortissimo bomber Shoei Baro, mentre l'unico gol della Squadra Z viene segnato da Kunigami grazie a un passaggio di Isagi. Nella partita successiva l'avversaria è la Squadra Y, che all'inizio si porta in vantaggio grazie a Ikki Niko che lancia in attacco il suo compagno Hibiki Okawa con un passaggio profondo permettendo a quest'ultimo di fare un gol. Niko devia il tiro di Isagi, Gagamaru fa comunque entrare la palla in rete con il suo sinistro, e sarà Isagi a segnare il gol della vittoria. Nella Squadra W giocano Keisuke e Junichi, i gemelli Wanima. All'inizio la Squadra Z sembra dominare la partita con una tripletta di Kuon, ma poi i gemelli Wanima riescono a segnare quattro reti. Viene fuori che Kuon li ha messi nella posizione di poter andare a rete facilmente in modo da farli vincere, e in cambio i gemelli avrebbero permesso a Kuon di segnare quanti più gol possibili; il piano di Kuon è infatti quello di far eliminare la Squadra Z ed essere promosso come unico giocatore ottenendo il maggior numero di reti. Grazie a Chigiri, che riesce a segnare un ultimo gol, la Squadra Z riesce però a pareggiare.
Nella sua ultima partita, la squadra W pareggia contro la squadra Y, e ottiene in tal modo un temporaneo secondo posto valevole per la qualificazione, a un solo punto di vantaggio contro la Squadra Z oltre ad avere una maggiore differenza reti; per qualificarsi come seconda, la squadra Z deve dunque sconfiggere la loro ultima avversaria, la Squadra V, che è la più forte del quinto blocco. Questa squadra ha già conquistato la qualificazione vincendo le prime tre partite, e vi giocano gli attaccanti Seishiro Nagi, Reo Mikage e Zantetsu Tsurugi. I primi due gol vengono segnati da Nagi, vantaggio poi allungato da una rete di Zantetsu. Bachira in un'azione individuale riesce a segnare un gol, poi Raichi e Igarashi bloccano l'attacco di Reo e Nagi, inoltre Kunigami segna con un tiro dalla lunga distanza. Chigiri con il suo gol pareggia, successivamente Nagi riesce a segnare la rete che riporta la sua squadra in vantaggio benché Kunigami con un gol riporta al pareggio. Kuon commette volutamente fallo su Nagi impedendogli di realizzare il gol che avrebbe portato la Squadra V alla vittoria venendo espulso, Iemon riesce a deviare il calcio di punizione con cui Reo stava per segnare, infine Isagi con il proprio gol porta la Squadra Z alla vittoria, ottenendo il secondo posto. Con questo risultato tutti i suoi giocatori si qualificano alla prova successiva insieme a quelli della Squadra V, mentre per le altre tre squadre vanno avanti solo Baro, Niko e Junichi, in quanto loro rispettivi capocannonieri.

### La Second Selection
I giocatori che hanno superato la prima selezione scoprono che i cinque blocchi non erano mai stati numerati: a tutti è stato fatto credere che erano stati inseriti nel blocco destinato ai calciatori più deboli. Nella seconda prova, tutti i giocatori devono affrontare il Blue Lock Man, un portiere olografico, calciando dei palloni con dentro un sensore grazie al quale l'ologramma riesce a simulare la parata, e accedono alla terza prova solo i calciatori che riescono a segnare cento gol in novanta minuti. Isagi riesce a sconfiggere il Blue Lock Man, potendo accedere alla seconda selezione dove i giocatori si affronteranno in squadre composte all'inizio da tre elementi: la squadra vincitrice potrà prelevare un calciatore dalla squadra perdente, si possono affrontare solo le squadre con lo stesso numero di giocatori, e si supera la prova solo quando una squadra avrà raggiunto un totale di cinque giocatori, vengono eliminati i calciatori che si ritrovano a perdere tutti i loro compagni. Vince la squadra che nel match riesce a segnare per prima cinque gol, ed entrambe le squadre avranno sempre il Blue Lock Man a fare da portiere.
Isagi fa squadra con Bachira e Nagi, e la loro prima partita è contro Rin Itoshi, Jyubei Aryu e Aoshi Tokimitsu. Sia Isagi che Nagi segnano un gol, ma gli avversari vincono con le reti di Aryu e Tokimitsu e la tripletta di Rin. Con Bachira prelevato, Isagi e Nagi cercano un altro giocatore, quindi affrontano Baro e Naruhaya i quali hanno perso anche loro la partita del 3-contro-3 dovendo rinunciare al loro terzo giocatore. Sia Baro che Nagi riescono a segnare un poker, ma nella fase finale del match, Baro e Naruhaya trasportati dal nervosismo tentano invano di centrare la porta; infine Isagi, eludendo la marcatura di Baro, riesce a segnare il gol della vittoria, e i vincitori prendono Baro in squadra.
I tre poi affrontano Kunigami, Chigiri e Reo. La partita è molto combattuta: sia Chigiri e Kunigami segnano due gol, così come anche Isagi e Nagi, infine Reo tenta di passare la palla a Chigiri ma Nagi riesce a intercettarla permettendo così a Baro di segnare la rete della vittoria. I vincitori prendono Chigiri in squadra, potendo così affrontare Rin, Bachira, Aryu e Tokimitsu, i quali a causa della loro forza non sono stati sfidati da nessun altro.
All'inizio della partita Chigiri segna un gol, ma Rin segna la rete del pareggio mentre Aryu segna di testa riportando la squadra in vantaggio. Nagi segna un altro gol del pari cui risponde Bachira con una rete, mentre Baro pareggia di nuovo. Quest'ultimo e Chigiri commettono però fallo su Tokimitsu, in questo modo Rin segna su calcio di punizione, ma poi Isagi porta ancora una volta il risultato in parità segnando con un colpo di tacco. Bachira cerca di segnare una rete calciando la palla, che Isagi riesce a deviare con il piede destro, ma Rin l'intercetta, tira e segna il gol definitivo della vittoria, dopo la quale viene scelto Isagi come quinto e ultimo giocatore della sua squadra.

### Blue Lock Vs Nazionale Under-20
Come previsto, per le squadre che ormai hanno cinque elementi è prevista una partita con i calciatori professionisti assunti dal Blue Lock dietro pagamento. Isagi, Rin, Bachira, Aryu e Tokimitsu affrontano la squadra formata da Leonardo Luna, Adam Blake, Pablo Cavazos, Dadà Silva e Julien Loki, quest'ultimo considerato un prodigio del calcio francese nonostante abbia la stessa età dei ragazzi del Blue Lock. Rin apre le marcature ma la squadra avversaria vince con facilità, con tutti e cinque i giocatori che riescono a segnare una rete e la partita che finisce 5-1.
Intanto Reo e Kunigami affrontano Igarashi che fa squadra con il fortissimo Ryusei Shidou; questi ultimi due vincono e prendono in squadra Reo superando poi la selezione reclutando anche Tetsu Sokura e Ranze Kurona. Ben altra sorte attende Kunigami che sembra rassegnato ad abbandonare il Blue Lock, ma in realtà viene invitato a entrare in un altro misterioso programma di allenamento.
Ormai ci sono sette squadre formate da cinque giocatori ciascuna: degli iniziali trecento calciatori ormai ne sono rimasti solo trentacinque. Ego informa ai giocatori che la JFA vuole chiudere il Blue Lock, ma ha trovato un compromesso: una partita tra il Giappone Under-20 e i migliori calciatori del Blue Lock che formeranno una squadra chiamata "Blue Lock Eleven"; se questi ultimi perderanno, il Blue Lock cesserà di esistere, ma se vincono sarà Ego a scegliere la formazione del Giappone Under-20 che prenderà parte al mondiale giovanile. Ego tra i titolari ha già scelto Rin, Shidou e Nagi, ai quali si aggiungono Tabito Karasu, Eita Otoya e Kenyu Yukimiya: essi si sono distinti come i sei giocatori più forti del Blue Lock, quindi Ego per decidere chi li affiancherà organizza delle partite tra squadre di cinque giocatori per vedere chi è più adatto a fare squadra con loro.
Rin e Shidou giocano insieme a Isagi, oltre che con Yo Hiori e Nijiro Nanase, affrontando la squadra dove giocano Karasu e Otoya. La partita è piuttosto equilibrata: sia Rin che Shidou segnano una doppietta così come Karasu e Otoya, ma Isagi riesce a mettersi in mostra grazie a un passaggio di Hiori segnando il gol della vittoria. Intanto la JFA convoca per la partita Sae Itoshi, il fratello maggiore di Rin, considerato uno degli undici calciatori più forti al mondo nel panorama Under-20, in quanto gioca in Spagna; Sae accetta di giocare contro i Blue Lock Eleven a patto che Shidou si unisca al Giappone Under-20.
Ego stabilisce la formazione titolare: Rin viene eletto capitano e con lui giocheranno Isagi, Nagi, Bachira, Niko, Aryu, Otoya, Chigiri, Karasu, Yukimiya e Gagamaru, quest'ultimo nel ruolo di portiere. Il Giappone Under-20 ha come capitano il difensore Oliver Aiku. I Blue Lock Eleven si trovano subito in svantaggio a causa di Sae che segna con un pallonetto, ma Nagi segna il gol del pareggio mentre Rin segna la rete della ribalta. Shidou, che all'inizio era stato messo in panchina, entra in campo nel secondo tempo, riuscendo a segnare due reti. Ego sostituisce Otoya con Baro, il quale segna un gol portando nuovamente il risultato in parità. Rin riesce a deviare il tiro di Aiku impedendo un gol del vantaggio avversario, poi riesce a battere Sae in uno scontro individuale finendo col passare involontariamente la palla a Isagi che segna il gol della vittoria dei Blue Lock Eleven. Grazie a questa impresa, Isagi si è ormai confermato come la stella nascente del calcio giapponese.

### La Neo Egoist League
Ego convoca al Blue Lock i calciatori della nazionale Under-20 sconfitti dai Blue Lock Eleven (tranne Sae), dando loro un'altra opportunità per contendersi contro i giocatori del Blue Lock un posto nella rosa definitiva della nazionale giovanile che parteciperà al Mondiale Under-20. Ego ritiene che allo stato attuale i calciatori nipponici non sono ancora abbastanza forti da vincere il mondiale giovanile, quindi ha fatto convocare i giocatori della fascia d'età Under-20 che giocano in Europa, il che è stato possibile grazie agli investitori che sono rimasti affascinati della vittoria dei Blue Lock Eleven. Le cinque squadre dove giocano i calciatori europei delle cinque leghe più forti sono i Bastard München della Bundesliga, gli FC Barcha de LaLiga, i Manshine City della Premier League, gli Ubers della Serie A e il Paris X Gen della Ligue 1.
Le cinque squadre, guidate da un calciatore chiamato il "Master", accoglieranno nove calciatori giapponesi tra i candidati alla nazionale giovanile, e si affronteranno in un round robin, un torneo chiamato Neo Egoist League; ogni partita finisce quando una squadra segna per prima tre gol. I calciatori saranno muniti di auricolari speciali per abbattere la barriera linguistica, il Master stabilisce chi giocherà come titolare tra i calciatori stranieri e i giovani nipponici, e inoltre verrà applicata la regola "Star Change System", nella quale i Master di entrambe le squadre giocheranno solo per tre minuti. Il torneo sarà seguito in live streaming, infatti la Neo Egoist League è in realtà un reality show e il pubblico potrà vedere le partite per merito della BLTV un sistema a pagamento in streaming e così anche i finanziatori guarderanno le partite potendo stabilire il valore di mercato dei calciatori giapponesi: i ventitré calciatori che si aggiudicheranno un posto nella formazione del Giappone Under-20 al mondiale giovanile saranno quelli che otterranno il valore di mercato più alto.
Isagi sceglie di unirsi ai Bastard München, così come anche Gagamaru, Yukimiya, Kurona, Hiori, Raichi e Igarashi; il Master è Noel Noa, colui che è stato votato come il calciatore più forte del mondo, mentre tra i calciatori stranieri figurano soprattutto i fortissimi Michael Kaiser e Alexis Ness. Ego include tra i Bastard München anche Kunigami, il quale tra gli eliminati delle prime prove è l'unico che è riuscito a rientrare al Blue Lock avendo superato un allenamento speciale che lo ha trasformato nel calciatore Vessel, riadattando il suo stile di gioco a quello di Noel Noa. Kunigami è diventato un giocatore decisamente molto più forte rispetto a prima, tanto che è l'unico tra i calciatori giapponesi della squadra che ottiene subito la posizione di titolare tra i Bastard München.
Nella prima partita questi ultimi affrontano gli FC Barcha dove giocano Bachira e Otoya, guidati dal Master Lavinho. Bachira segna per primo con assist di Otoya, ma Ness passa la palla a Kaiser che segna il gol del pareggio. Scendono in campo i Master, mentre Noa apporta una sostituzione facendo entrare in partita Isagi, il quale per contratto deve giocare tutti i match in qualità di beniamino del pubblico avendo portato lui i Blue Lock Eleven alla vittoria. Sia Lavinho che Noa segnano un gol, e Isagi con un assist permette a Kunigami di segnare la rete della vittoria. Il secondo match vede Isagi giocare subito a inizio partita, così come Kurona, Yukimiya e Gagamaru, quest'ultimo come portiere, i loro avversari sono i Manshine City dove giocano Reo, Chigiri e Nagi, con Chris Prince come Master. Gagamaru para il tiro di Reo ma non è altrettanto fortunato con Chigiri che segna in un'azione in contropiede. Kaiser con un gol riagguanta gli avversari mentre Kunigami mette a segno una volée dalla corta distanza ribaltando il risultato. Reo passa la palla a Nagi il quale, nonostante il tentativo di Isagi e Kaiser di impedirglielo, segna la rete del pari. Isagi con il suo gioco difensivo riesce prima a deviare il tiro con cui Chris stava per fare un gol e poi ruba palla a Nagi che era sul punto di segnare dalla distanza ravvicinata, nell'azione finale Isagi esegue un passaggio per Yukimiya che segna l'ultimo gol, che consegna ai Bastard München la vittoria del match.
Grazie alle partite della Neo Egoist League, che stanno ottenendo sempre più successo tra gli appassionati di calcio di tutto il mondo, Isagi ha cementato la sua posizione di giovane promessa a livello internazionale, tanto da essere soprannominato l'Asso del Blue Lock. La successiva partita dei Bastard München li vede osteggiare gli Ubers, squadra nella quale militano Aiku e Baro, capeggiata dal Master Marc Snuffy, che usa una tattica molto difensiva. Per questo match Raichi viene promosso a titolare. Kurona passa la palla a Isagi che segna calciando con il sinistro pur non essendo il suo piede forte, essendosi perfezionato nell'uso del mancino. Baro realizza il gol del pareggio, Aiku fa pressing su Isagi che tenta di passare la palla a Yukimiya, ma a intercettarla è Kaiser che segna con un tiro in sforbiciata. Snuffy e Noa prendono parte alla partita, Aiku ferma l'attacco di Noa con un tackle, mentre Snuffy intercetta il passaggio di Yukimiya diretto a Isagi innescando il contropiede che si conclude con il gol di Baro. Quando i Master tornano in panchina, Hiori sostituisce Noa, proprio quando Baro era sul punto di segnare Kunigami devia il suo tiro con la gamba sinistra permettendo a Gagamaru di bloccare la palla, la partita si conclude con Hiori che serve un assist a Isagi il quale realizza l'ultimo gol vincente.
La Neo Egoist League sta per volgere al termine, gli Ubers si piazzano terzi con un bilancio di due vittorie e due sconfitte, mentre il Bastard München affronta la sua ultima avversaria, il Paris X Gen, sono le uniche due squadre che hanno ottenuto tre vittorie consecutive. Nel Piris X Gen giocano Rin e Shidou, il Master è Loki, inoltre la squadra può contare sul centrocampista Charles Chevalier, il giocatore più giovane che partecipa alla Neo Egoist League. Loki ha partecipato all'evento perché vede nel torneo la possibilità di evolvere il talento di Charles. Hiori parte da titolare, Charles esegue un cross che permette a Shidou di segnare con un colpo di testa, Kunigami gioca in difesa marcando Shidou, mentre Hiori esegue un passaggio lungo che viene intercettato da Kunigami che colpisce la palla di testa passandola a Isagi che con il suo gol pareggia. Kaiser segna la rete del vantaggio, Charles con un assist consente a Rin di realizzare il gol che riporta al pareggio. Loki passa la palla a Rin che tira in porta ma Kaiser con il piede sinistro devia la palla facilitando la parata di Gagamaru che colpendola con la mano riesce ad allontanarla, infine Ness è autore dell'assist che permette a Isagi di segnare la rete della vittoria.
I Manshine City e gli FC Barcha, le uniche due squadre che hanno conquistato tre sconfitte consecutive, si affrontano nell'ultimo match, Reo passa la palla a Chigiri che segna, tuttavia Bachira pareggia con il suo gol, successivamente Bachira serve un assist per Otoya che segna con un tiro. Chris esegue il passaggio che permette a Reo di pareggiare realizzando un gol, ma a vincere è l'FC Barcha con l'ultima rete segnata da Bachira. Isagi e Rin si classificano a pari merito in prima posizione, mentre coloro che non rientrano tra i 23 calciatori selezionati per il Giappone Under-20 vengono mandati via dal Blue Lock, compreso Nagi che alla luce delle sue modeste prestazioni si è posizionato solo al 24° posto.

### World Cup Under-20
Il Giappone ospita il mondiale Under-20 e la nazionale nipponica viene inserita nel girone che vede come avversarie la Nigeria, l'Inghilterra e la Francia.

## Media

### Manga
Il manga, scritto da Muneyuki Kaneshiro e disegnato da Yusuke Nomura, viene serializzato dal 1º agosto 2018 sulla rivista Weekly Shōnen Magazine edita da Kōdansha. La serie è andata in pausa ad inizio ottobre 2021 a causa di alcuni problemi di salute dell'autore ed è ripreso il 27 dello stesso mese. I capitoli vengono raccolti in volumi tankōbon a partire dal 16 novembre 2018. Al 12 agosto 2025 i volumi totali ammontano a 35.
In Italia il manga è stato anticipato sui profili social di Planet Manga, etichetta di Panini Comics, a fine marzo 2021. L'edizione italiana viene pubblicata dal 29 luglio seguente. Al 17 luglio 2025 sono stati pubblicati 29 volumi.
La serie viene distribuita anche negli Stati Uniti ed in Canada da Kodansha USA, in Francia da Pika Édition, in Germania da Kazé, a Taiwan da Tong Li Publishing, in Corea del Sud da Haksan Publishing, in Spagna da Planeta DeAgostini, in Thailandia da Vibulkij Publishing, in Indonesia da Elex Media Komputindo e in Argentina da Editorial Ivrea.

#### Spin-off
Un manga spin-off, scritto da Muneyuki Kaneshiro, disegnato da Kōta Sannomiya, incentrato sul personaggio di Seishiro Nagi e intitolato Blue Lock - Episode Nagi (ブルーロック-EPISODE 凪-?, Burū Rokku -EPISODE Nagi-) è stato serializzato dal 9 giugno 2022 al 9 luglio 2025 sulla rivista Bessatsu Shōnen Magazine edita da Kōdansha. I capitoli sono stati raccolti in 8 volumi tankōbon pubblicati dal 17 ottobre 2022 al 12 agosto 2025.
In Italia la serie è stata annunciata a giugno 2023 da Panini Comics che la pubblica sotto l'etichetta Planet Manga a partire dal 2 novembre seguente.
La serie viene distribuita anche negli Stati Uniti ed in Canada da Kodansha USA.

### Anime

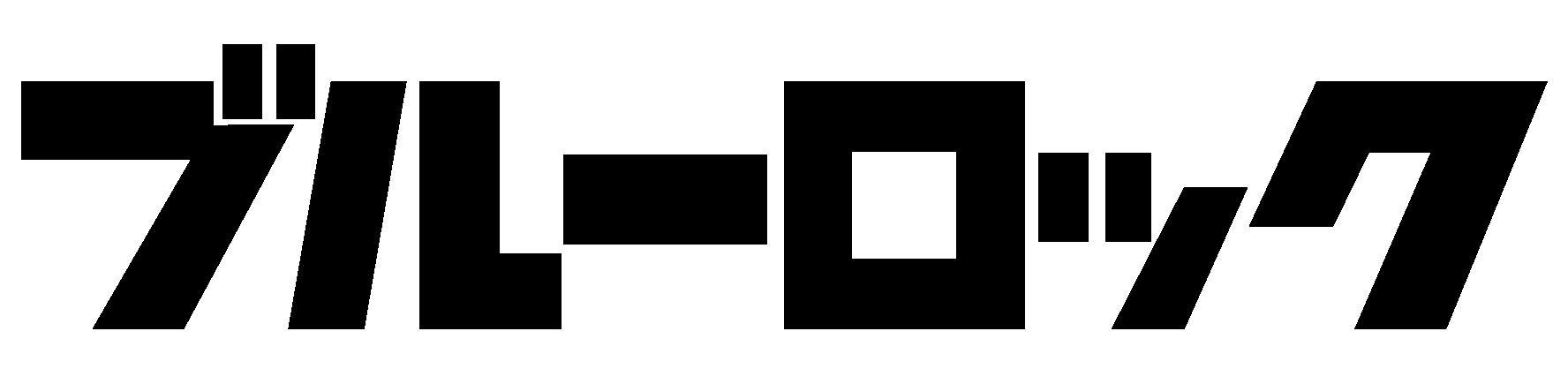
Logo della serie

Un adattamento anime è stato annunciato il 12 agosto 2021. La serie è prodotta dallo studio 8-Bit e diretta da Tetsuaki Watanabe, con Shunsuke Ishikawa in qualità di assistente alla regia, Taku Kishimoto che supervisiona la sceneggiatura, Masaru Shindō che cura il character design in qualità di direttore principale dell'animazione, Hisashi Tojima come direttore principale delle scene d'azione e Jun Murayama che compone la musica. È stata trasmessa dall'8 ottobre 2022 al 25 marzo 2023 su TV Asahi nel blocco NUMAnimation. La sigla d'apertura è Chaos ga kiwamaru (カオスが極まる?) degli Unison Square Garden mentre quella di chiusura Winner di Shugo Nakamura. La seconda sigla d'apertura è Judgement di Ash Da Hero. I diritti di distribuzione internazionale al di fuori dell'Asia sono stati acquistati da Crunchyroll, che ha pubblicato la serie in versione sottotitolata in vari Paesi del mondo, tra cui l'Italia. A marzo 2023 è stato annunciato il doppiaggio italiano e i primi due episodi sono stati proiettati al Napoli Comicon 2023, prima di approdare sulla piattaforma il 3 maggio 2023 per poi concludersi il 4 ottobre seguente. Il doppiaggio italiano è stato curato da Lylo Italy di Milano sotto la direzione di Matteo Brusamonti. L'adattamento dei dialoghi dell'edizione italiana è stato effettuato da Gianandrea Muià e Laura Cherubelli. Anche la prima stagione dell'anime ha registrato un discreto successo, risultando vincitore del Seasonal Award per l'autunno 2022 nella categoria Favourite Sports.
Al termine della prima stagione, è stata annunciata la seconda stagione della serie principale oltre che un film animato, Blue Lock the Movie -Episodio Nagi-, che adatta il manga spin-off Blue Lock - Episode Nagi. Il film vede il ritorno dello staff e del cast della serie principale a ricoprire i rispettivi ruoli con Shunsuke Ishikawa, che è stato assistente alla regia per la prima stagione, incaricato di dirigere la pellicola e lo scrittore di manga Muneyuki Kaneshiro come supervisore della storia. È stato proiettato nelle sale cinematografiche giapponesi il 19 aprile 2024. La sigla del film, Stormy, è cantata da Nissy e Sky-Hi. Crunchyroll ha distribuito il film nei cinema a livello internazionale. In Italia è uscito il 17 luglio 2024. Successivamente è stato reso disponibile su Crunchyroll il 18 ottobre 2024.
La seconda stagione, intitolata vs. U-20 Japan, è stata trasmessa dal 5 ottobre al 28 dicembre 2024 nel blocco IMAnimation di TV Asahi e presenta un totale di 14 episodi. La sigla d'apertura è Bōjaku no Charisma (傍若のカリスマ?, Bōjaku no Karisuma) degli Unison Square Garden mentre quella di chiusura è One degli Snow Man. I diritti di distribuzione internazionale al di fuori dell'Asia sono stati acquistati da Crunchyroll. Il doppiaggio italiano è stato pubblicato dal 2 novembre 2024 al 25 gennaio 2025.

### Teatro
Un adattamento teatrale del manga è stato annunciato da Kōdansha nel dicembre 2022. È andato in scena dal 4 al 7 maggio 2023 al teatro Sankei Hall Breeze di Osaka e dall'11 al 14 maggio al Sunshine Theatre di Tokyo. Lo spettacolo è stato diretto e scritto da Naohiro Ise. Il cast presentava Ryōhei Takenaka come Yoichi Isagi, Nobunaga Satō come Meguru Bachira, Shōta Matsuda come Rensuke Kunigami e Ryō Saeki come Hyōma Chigiri.
Una seconda rappresentazione teatrale, sottotitolata 2nd Stage, è andata in scena dal 18 al 24 gennaio 2024 al Kyoto Theatre e dal 25 al 31 gennaio alla Hulic Hall di Tokyo. La commedia è nuovamente diretta e scritta da Ise e l'attore Kōhei Nagata si è unito al cast nel ruolo di Rin Itoshi.
Un terzo spettacolo, sottotitolato 3rd Stage, è andato in scena dal 9 al 12 agosto 2024 al Higashi-Osaka Cultural Creation Hall Dream House Great Hall e dal 17 al 25 agosto al Tokyo Theater H. I nuovi membri del cast includono Ryono Kusachi, Gaku Matsuda, Kosuke Asuma e Kairi Miura.
Un quarto spettacolo, sottotitolato 4th Stage, è andato in scena dal 15 al 25 maggio 2025 al Theatre Milano-Za di Tokyo e dal 30 maggio al 1º giugno alla Dream House Great Hall della Higashi-Osaka Cultural Creation Hall.
Un rappresentazione teatrale basata sul manga spin-off Episode Nagi è prevista dal 20 al 30 novembre 2025 al Theatre G-Rosso. Il cast comprende Takamichi Satō nel ruolo di Seishirō Nagi e Shūji Kikuchi nel ruolo di Reo Mikage.

## Accoglienza
In concomitanza con l'uscita del 33º volume de L'attacco dei giganti, il mangaka Hajime Isayama ha commentato Blue Lock, consigliando l'opera ai suoi lettori. Blue Lock è stata una delle prime 3 serie di manga sportivi dei "fumetti consigliati dai dipendenti della libreria nazionale del 2020" di Honya Club. Il manga ha vinto il 45º Kodansha Manga Award nella categoria shōnen. A metà maggio 2021 la serie ha raggiunto i quattro milioni di copie vendute.
Rebecca Silverman di Anime News Network, nella sua recensione dei primi due volumi della serie, ha definito il concetto di "sport distopico" qualcosa che fa risaltare Blue Lock tra le altre serie sportive, ma ha anche affermato che è così "palesemente assurdo nel suo essere che non funziona del tutto". Silverman ha elogiato la serie per i suoi disegni, notando somiglianze con lo stile di Tite Kubo (autore di Bleach), il buon senso di movimento e la varietà di design dei personaggi. Silverman ha concluso: "I primi due volumi di Blue Lock non sono perfetti. È una strana combinazione di storia sportiva e un gioco di eliminazione distopico, anche se senza la consueta componente di omicidio. Ma ne ha abbastanza da poter valere la pena di qualche volume in più per vedere cosa succede. E inoltre, è probabilmente quanto di più vicino ci avvicineremo a una versione di The Hunger Games con un gioco riconoscibile nel ruolo da protagonista. Se è quello che stavi sognando, ora hai la possibilità di leggerlo".